# Olympique Kef

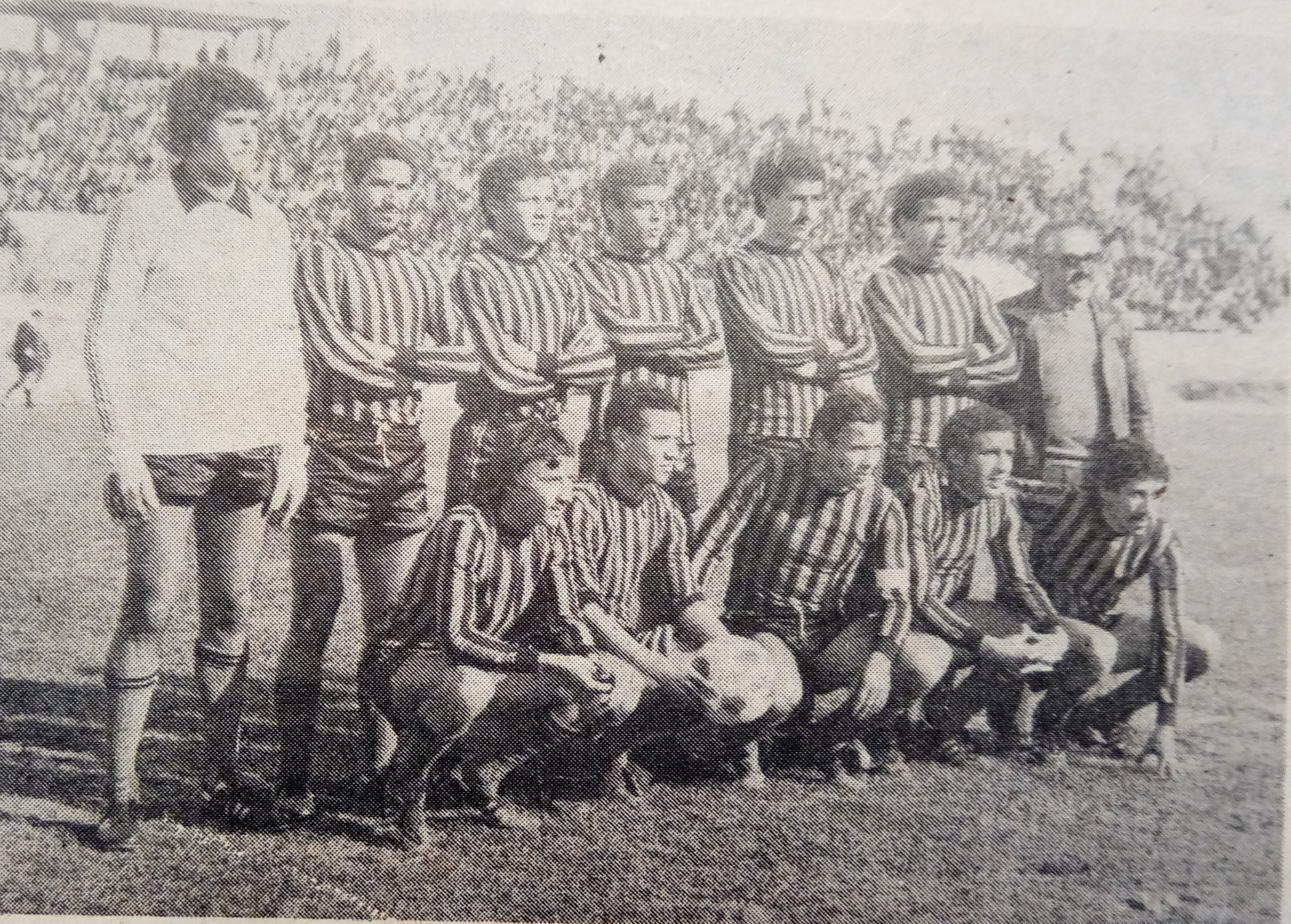
Teamfoto des Olympique Kef, Erstligasaison 1979/80

Olympique du Kef (arabisch أولمبيك الكاف, DMG Ūlimbīk al-Kāf) ist ein tunesischer Fußballverein, der 1922 gegründet wurde und in der Stadt El Kef ansässig ist. Die Vereinsfarben sind Rot und Schwarz, und das Heimstadion ist das Stade du Kef mit einer Kapazität von 9000 Plätzen. Der Verein spielt derzeit in der dritten Liga und wird von Präsident Mounir Laabidi geleitet. Zu den wichtigsten Erfolgen des Vereins gehören sechs Meisterschaften in der zweiten Division und eine in der dritten Division Tunesiens.
Der Verein verbrachte dreizehn Spielzeiten in der Championnat de Tunisie, der höchsten Spielklasse des Landes. Erstmals in der Saison 1958/59, zuletzt war man 2012/13 Erstligist. Als bestes Ergebnis im tunesischen Fußballpokal gilt die Halbfinalteilnahme 1996.
Die Lokalrivalen sind Jendouba Sports und Olympique de Béja.

## Erfolge
- Meister der zweiten Liga (6):
  - 1958, 1975, 1978, 1987, 1993, 2012
- Meister der dritten Liga (Gruppe Nordtunesien)
  - 2006
- Coupe Hédi Chaker:
  - Finalist: 1967, 1968